# Dracontomelon dao
Dracontomelon dao là một loài thực vật có hoa trong họ Đào lộn hột. Loài này được (Blanco) Merr. & Rolfe mô tả khoa học đầu tiên năm 1908.